# Fuerzas de Sistemas No Tripulados de Ucrania
Las Fuerzas de Sistemas No Tripulados de Ucrania son una rama de las Fuerzas Armadas de Ucrania encargada de la lucha armada con drones y robots militares en tierra, mar y aire. 
La medida adoptada por el presidente ucraniano Volodimir Zelenski refuerza el importante papel que los drones están jugando en la guerra contra Rusia.
En junio de 2024, se informa que alrededor de 3.000 soldados se encuentran en las FSNT. Hay informes de soldados de la Dirección Principal de Sistemas No Tripulados del Estado Mayor de Ucrania que están siendo reasignados a las FSNT.
En 2024 afirmaron ser de mejor calidad a pesar de que Rusia tiene seis veces más drones.
Ucrania es el primer país que tiene una rama de su ejército dedicada a sistemas no tripulados.

## Historia

### Formación
El 6 de febrero de 2024, se publicó un Decreto del presidente de Ucrania, Volodymyr Zelenskyy, en el que se instruía al Gobierno de Ucrania y al Estado Mayor a considerar y elaborar la creación del tipo apropiado de tropas, tras lo cual  el Consejo de Defensa y Seguridad Nacional de Ucrania considerará la cuestión.
El 10 de febrero de 2024 se anunció que el coronel Vadym Sukharevsky se había convertido en adjunto del recientemente nombrado comandante en jefe Oleksandr Syrskyi y será responsable de la implementación de sistemas no tripulados.
Desde el inicio de la invasión rusa a gran escala, Sukharevsky fue comandante de la 59.ª Brigada Motorizada.

El coronel Vadym Sukharevskyi – su atención se centra en los sistemas no tripulados y el desarrollo de la utilización de drones por parte de nuestros soldados, y el coronel Andriy Lebedenko – su atención se centra en la innovación, específicamente el componente tecnológico del ejército y los sistemas de combate – han sido nombrados adjuntos del Comandante en jefe Oleksandr Syrskyi. Se necesita una práctica clara con las nuevas tecnologías. Hay teorías más que suficientes; todo debe funcionar en la práctica por el bien de los objetivos ucranianos y la máxima preservación de las vidas de nuestros soldados.    Volodímir Zelenskiy
Presidente de Ucrania

La creación de la Fuerza de Sistemas No Tripulados contribuirá a la acumulación e intercambio de experiencias, además de la apertura de nuevas oportunidades en el uso de drones.
El primer viceministro de Defensa de Ucrania, teniente general, Oleksandr Pavlyuk, vía Telegram:
"El uso de sistemas no tripulados como medio de reconocimiento y derrota del enemigo: en tierra, en el aire y en el mar es una verdadera revolución en la forma de hacer las operaciones militares", afirmó el teniente general. “
El 7 de mayo de 2024, el Gabinete de Ministros de Ucrania apoyó el proyecto de Decreto del Presidente de Ucrania, elaborado por el Ministerio de Defensa junto con el Estado Mayor, sobre la creación de un tipo separado de tropas dentro de las Fuerzas Armadas: las Fuerzas de Sistemas No Tripulados.
El 10 de junio de 2024, el Ministerio de Defensa anunció que el coronel Vadym Sukharevsky fue nombrado comandante de las Fuerzas de Vehículo aéreo no tripulado. El 11 de junio se estableció formalmente la fuerza.
El 11 de junio de 2024, Ucrania anunció la creación de la primera unidad autónoma del ejército enfocada en sistemas de drones, llamada Fuerzas de Sistemas No Tripulados. Esta iniciativa responde a los avances tecnológicos observados en el actual conflicto con Rusia y refleja el compromiso de Ucrania de integrar tecnologías avanzadas en su estrategia de defensa.
El 23 de octubre de 2024, el jefe del Estado Mayor de las fuerzas de sistemas No tripulados, Roman Hladkyi, fue destituido de su cargo.

## Operaciones
Las Fuerzas de Sistemas No Tripulados han afirmado tener drones de mejor calidad que las Fuerzas Armadas Rusas, a pesar de que Rusia tiene seis veces más cantidad.
En junio de 2024, se informó que había alrededor de 3.000 soldados en la FSTN.

## Estructura
- 14.º Regimiento de UAV
- 383.ª Brigada de UAV
- 385.ª Brigada de USV
- 414.º Regimiento de UAV de Ataque
- 423.º Batallón Separado de UAV[20]
- 424.º Batallón Separado de UAV [21]
- Batallón "Calavera Voladora" [22]
- 413.º Batallón de UAS independiente [22]